# Pochyta insulana
Pochyta insulana är en spindelart som beskrevs av Simon 1910. Pochyta insulana ingår i släktet Pochyta och familjen hoppspindlar. Inga underarter finns listade i Catalogue of Life.